# Eleonore von Aragon
Eleonore von Aragon (* 1333; † 26. Dezember 1417 in Falset) war eine Tochter des Infanten Peter von Aragón und Anjou (1305–1381) und der Johanna von Foix. 
Von 1369 bis 1379 war sie Regentin in Zypern.
Ihr Vater war das siebte von zehn Kindern König Jakobs II. von Aragon. Der Infant von Aragon war außerdem Graf von Ribagorça, Empúries und Prades. Eleonore war daher Mitglied des Königshauses Aragon und wurde wahrscheinlich im Schloss von Falset geboren, damals Hauptort der Grafschaft Prades.

## Königin von Zypern
Zur Stärkung seiner politischen und wirtschaftlichen Macht im Mittelmeerraum verheiratete Peter IV., König von Aragon und Graf von Barcelona, 1353 seine Cousine Eleonore mit Peter I. von Zypern.
Die Herrschaft von Eleonore war kein Glücksfall für Zypern. Es heißt, sie sei verbittert, hart und unbeugsam gewesen. Ihr Ehemann hielt sich Geliebte und sie konnte es nicht ertragen. Während sich Peter I. 1366 auf dem Kreuzzug gegen Alexandria befand, ließ die als Regentin herrschende Eleonore eine im achten Monat schwangere Mätresse des Königs (Johanna die Deutsche (Joanna L’Aleman)) in den Kerker der Festung von Kyrenia werfen und foltern.
Nach der Rückkehr Peters I. von einer längeren Reise nach Europa wurde Eleonore des Ehebruchs mit Johannes von Morf bezichtigt, dem Titulargrafen von Edessa. Das einberufene Gericht wies die Anschuldigungen jedoch zurück. Daraufhin tyrannisierte Peter die von Eleonore bevorzugten Adligen einschließlich seiner eigenen Brüder. Am 17. Januar 1369 wurde er schließlich in den Armen einer Geliebten ermordet, möglicherweise auf Befehl seines Bruders Johann von Lusignan, Titularprinz von Antiochien.
Aus der Ehe waren drei Kinder hervorgegangen: der noch minderjährige Thronfolger Peter II. (* um 1357; † 1382), Margarete († um 1397), welche Jacques de Lusignan, Graf von Tripolis heiratete und die bereits jung verstorbene Eschiva († 1369).
Im Namen ihres Sohnes wurde Eleonore erneut Regentin, gemeinsam mit den Brüdern des Königs, Johannes und Jakob, dem späteren König Jakob I. von Zypern. Sie blieb zunächst auf Zypern, um zu verhindern, dass der Thron ihrem Sohn geraubt werde. 
In einer Geheimbotschaft lud sie die Genueser faktisch zu einer Invasion Zyperns ein, um sich an ihren Schwagern zu rächen. Mit Hilfe des Verrats von Johannes von Morf eroberten die Genuesen 1373 Famagusta und nahmen Jakob gefangen. Eleonore veranlasste die Ermordung von Johannes 1374.
Als ihr Sohn Peter II. 1381 den Thron bestieg, kehrte die mittlerweile 44-jährige Eleonore zurück nach Katalonien.

## Herrin von Valls
Nach Rückkehr der Königin von Zypern übertrug ihr ihr Cousin, König Peter IV., 1382 seinen Anteil der Stadt Valls. Mitherrscher war der Erzbischof von Tarragona.
Eleonore zog nach Valls in den erzbischöflichen Palast. Dieser verwandelte sich innerhalb kurzer Zeit in einen Herrscherhof mit zahlreichen Bediensteten und Günstlingen, die sie teilweise aus Zypern begleitet hatten. Insbesondere ihr Majordomus Bonanato und ihr Bruder Joan I., der Graf von Prades, der sich öfters in der Stadt aufhielt, waren für die Bevölkerung ein Ärgernis.

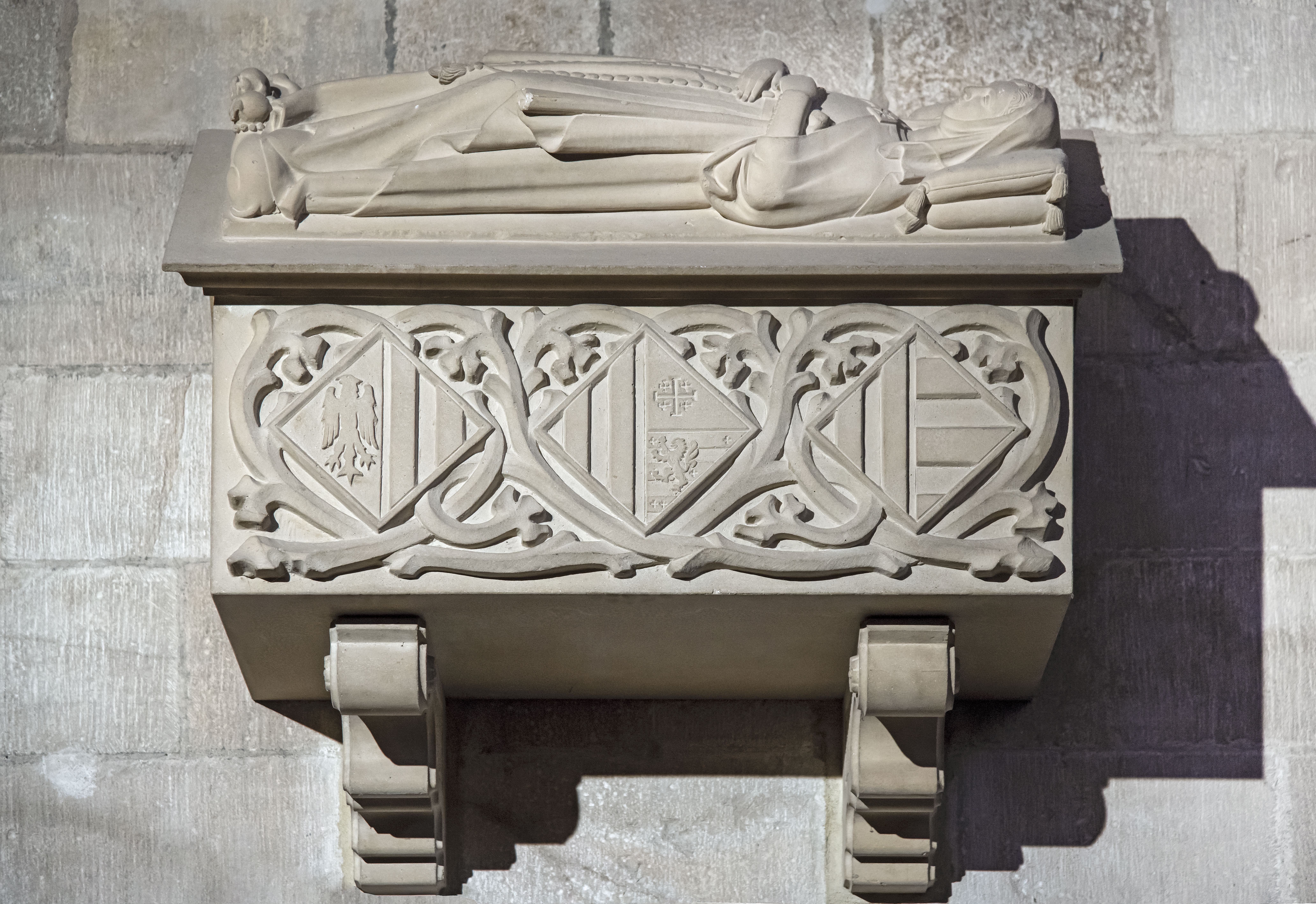
Ihr Grab in Barcelona

Schon nach kurzer Zeit verschärften sich die Auseinandersetzungen. So musste in Valls auf die Einfuhr von Wein seit jeher eine Abgabe gezahlt werden. Die Günstlinge der Ex-Königin bestanden jedoch darauf, dass sie von diesen Abgaben befreit seien. Dies führte zu einer Revolte mit Todesopfern auf beiden Seiten. Schließlich blieb auch den Hofgängern nichts übrig, als die Abgaben zu zahlen.
Nach dem Tod von König Peter IV. übertrug sein Sohn und Nachfolger Johann I. aus Geldnot seinen Anteil der Stadt Valls an den Erzbischof von Tarragona. Die Auseinandersetzungen zwischen der Bevölkerung und der Ex-Königin von Zypern dauerten jedoch fort. Wegen angeblicher Beleidigungen gegenüber den Bürgern von Valls drangen diese erneut in den Palast und töteten Bonanato vor den Augen von Eleonore. Entsetzt floh sie in das Herrschaftsgebiet ihres Bruders, nach Gratallops bei Falset. Nachdem sie zwölf Jahre in Valls gelebt hatte, betrat sie die Stadt nie wieder.
Sie starb am 26. Dezember 1416 im Schloss von Falset.